# Ernst Andersson (skogsindustriledare)
Ernst Laurentius Andersson, född 22 november 1867 i Finnerödja församling, Örebro län, död 2 november 1950i Uppsala, var en industriman och pedagog inom svensk skogsnäring.
Ernst Andersson var son till jägmästaren Johan Andersson. Han genomgick Skara högre allmänna läroverk där han avlade mogenhetsexamen 1887, var elev vid Ombergs skogsskola 1888 och vid skogsinstitutet 1888-1890. Han blev jägmästare i västra distriktet och assistent i Kinne revir 1891. Andersson var 1891-99 även skogsförvaltare vid Aspa bruk och föreståndare för Värmlands och Örebro läns gemensamma skogvaktarskola i Lervik och vid den därmed förenade järnkontorets kolarskola från 1901. 1901-1908 var han assistent i Älvdals revir, och skogsförvaltare vid Storfors bruk från 1903. 1906 överflyttades skolan till Gammalkroppa, och Andersson följde med. Han blev 1907 skogschef vid Kopparbergs och Hofors sågverksaktiebolag och var i denna egenskap även VD för Amungen-Runns flottningsförening och styrelseledamot i Dalälvarnas flottningsförening, samt extra jägmästare i Gävle-Dala distrikt 1908-13. Andersson var även ledamot i kommittén för planläggande av riksskogstaxering 1908-10. Från 1911 innehade han endast konsulterande verksamhet i Kopparberg och Hofors bolags tjänst. Istället företog han skogsundersökning och taxierning vid Koberg, Brattfors, Svartå, Stjernfors-Ställdalen, Laxå-Aspa samt Villingsberg, och var sakkunnig i försvarsberedningens utredande av avkastningen från statens skogar i Dalarna och Norrland 1912-13. Efter att 1913 ha varit särskilt sakkunnig i den av svenska trävaruexportföreningen tillsatta kommittén för förslag till utsyningslag för Norrland och Dalarna, återinträdde han 1915 som VD för Kopparbergs och Hofors sågverksaktiebolag.